# Fernando Semedo
Fernando Manuel da Silva Semedo (Vacariça, Mealhada, 25 de Setembro de 1954 - Lisboa, 21 de Maio de 1994) foi um jornalista português. Iniciou a actividade em 1973 no Jornal do Comércio, e trabalhou nas redacções de O Diário, revista Sábado, Europeu, O Jornal e Público. É autor do livro de reportagens Os Parasitas de Deus (1988) e ainda de Lisboa Africana (1993), em colaboração com José Eduardo Agualusa e a fotógrafa Elza Rocha.